# Antonio de Mendoza
Antonio Hurtado de Mendoza, conde de Tendilla (espanhol: Antonio de Mendoza, tercer conde de Tendilla) (1495, Granada – 21 de julho de 1552, Lima), foi o primeiro vice-rei da Nova Espanha, ocupando o cargo de 17 de abril de 1535 a 25 de novembro de 1550, e terceiro vice-rei do Peru, de 23 de setembro de 1551 a 21 de julho de 1552.

## Biografia
Mendoza veio de uma família distinta de oficiais militares e estadistas. Depois de três outros nobres terem recusado a nomeação de vice-rei da Nova Espanha, o cargo foi aceito por dom Antonio, que havia servido com habilidade na Corte e como embaixador espanhol na Hungria.

## Vice-rei da Nova Espanha
Tornou-se vice-rei em 1535 e governou por 15 anos, por mais tempo do que qualquer vice-rei subsequente.
Ao chegar na Nova Espanha encontrou uma colônia recém-conquistada sofrendo com rebeliões indígenas e a rivalidade entre os conquistadores. Sua difícil tarefa era a de governar em nome do rei sem se tornar inimigo de Hernán Cortés, que era considerado pelo imperador Carlos V (rei Carlos I da Espanha) e pelo Conselho das Índias como bruto demais para receber o título de duque ou qualquer posto maior que a capitania-geral da Nova Espanha, um posto para o qual ele estava bem preparado. Também foi incumbido de aumentar os rendimentos reais e regulamentar os assuntos envolvendo os índigenas.
Como vice-rei, Mendoza comissionou a expedição de Francisco Vásquez de Coronado, para explorar e estabelecer colônias nas terras ao norte da Nova Espanha em 1540-42, a expedição de Juan Rodríguez Cabrillo, explorar a costa oeste da Alta Califórnia em 1542-43, e a expedição de Ruy López de Villalobos às Filipinas em 1542-43. O Códice Mendoza recebeu dele seu nome, tendo sido provavelmente comissionado por ele.
Dom Antonio e o bispo Juan de Zumárraga cooperaram na fundação de duas grandes instituições do México: o Colégio da Santa Cruz em Tlatelolco (1536), onde os filhos dos nobres astecas estudavam latim, retórica, filosofia e música, e a Real e Pontifícia Universidade do México (1552), modelada a partir da Universidade de Salamanca, que treinave os jovens para a Igreja. Estas instituições foram respectivamente a primeira e a segunda universidade a serem fundadas nas Américas. Em 1536, começou a cunhagem de moedas de prata e cobre, conhecidas como macuquinas. Também sob suas ordens, a primeira prensa móvel do Novo Mundo foi trazida pelo impressor italiano Juan Pablos (Giovanni Paoli). O primeiro livro impresso no México, e por consequência no Novo Mundo, foi intitulado A escada espiritual de São João Clímaco. Em 18 de maio de 1541 dom Antonio fundou a cidade de Valladolid (atual Morelia, Michoacán).
Em 1542 uma formidável insurreição indígena, chamada de Guerra do Mixtón, foi suprimida. Em 25 de março de 1544 o vice-rei Mendoza promulgou as Novas Leis, inspirado pelo grande reformista, frei Bartolomé de las Casas, que pretendia suavizar o fardo dos índios sob o sistema de trabalho forçado. Mendoza não teve capacidade nem disposição para aplicar estas leis diante da oposição rigorosa dos proprietários das concessões de encomiendas. Quando as notícias da guerra civil que acabara de eclodir no Peru chegaram ao México depois de reformas similares, Mendoza suspendeu e revogou as leis.
Ainda assim, Mendoza nutria simpatia pelos indígenas e fez muito para melhorar sua sorte. Em 1547 realizou uma conferência eclesiástica para cuidar da condição dos índios, com a presença de Las Casas. Fixou um número máximo de horas que eles poderiam ser empregados nas minas, ordenou pagamentos pelo trabalho dos índios livres, e protegeu as suas terras de apropriação pelos espanhóis.
Em 1548 suprimiu um levante de Zapotecas.
Em seu tempo de cargo, Mendoza leva o crédito por ter consolidado a soberania da Coroa durante as conquistas espanholas na Nova Espanha e limitado o poder e a ambição dos primeiros conquistadores.
Um vice-rei hábil e honesto, governou com justiça, eficiência e alguma compaixão. Muitas das medidas políticas e econômicas que ele estabeleceu duraram por todo o período colonial. Promoveu a construção de hospitais e escolas e encorajou melhorias na agricultura, criação de animais e mineração. Sua administração é grande responsável pela manutenção da estabilidade e da paz na Nova Espanha.
Foi sucedido como vice-rei da Nova Espanha por Luís de Velasco.

## Vice-rei do Peru
Em 4 de julho de 1549, em Bruxelas, o imperador Carlos V nomeou Mendoza vice-rei do Peru. Ele viajou pela terra do México ao Panamá, e de lá pelo mar até o Peru. Ao chegar, assumiu seu novo cargo em 25 de novembro de 1550. No entanto, logo adoeceu, e veio a morrer em 1552. Está sepultado na Catedral de Lima, juntamente com o outro conquistador espanhol do Peru, Francisco Pizarro.
A localidade de Mendocino, Califórnia (E.U.A.), foi batizada em sua homenagem.